# Gianni 6
Gianni 6 è il 6º album del cantante italiano Gianni Morandi, pubblicato nel 1970.

## Tracce

### Lato A
1. Ma chi se ne importa (Franco Migliacci/Claudio Mattone) - 2'36"
2. Che cosa dirò (Suspicious Minds) (Paolo Dossena/Mark James) - 3'13"
3. Zingara (Luigi Albertelli/Enrico Riccardi) - 2'57"
4. Una notte d'amore (Alberto Nicorelli/Franco Migliacci/Gianni Morandi/Ubaldo Continiello) - 2'55"
5. Non voglio innamorarmi più (Franco Migliacci/Johnnie Ray) - 2'40"
6. Ha gli occhi chiusi la città (Everybody's Talkin') (Gian Pieretti/Fred Neil) - 2'41"

### Lato B
1. Belinda (Pretty Belinda) (Franco Migliacci/Chris Andrews) - 2'40"
2. Isabelle (Franco Califano/Claudio Mattone) - 3'09"
3. Appassionatamente (Franco Migliacci/Bruno Zambrini) - 2'45"
4. Parlami d'amore (Franco Migliacci/Bruno Zambrini/Ruggero Cini) - 3'28"
5. C'è un angolo del viso... (Franco Migliacci/Piero Pintucci) - 2'57"
6. Scende la pioggia (Elenore) (Franco Migliacci/The Turtles) - 2'29"